# Eunotomyiia corvus
Eunotomyiia corvus är en stekelart som beskrevs av Girault 1922. Eunotomyiia corvus ingår i släktet Eunotomyiia och familjen puppglanssteklar. Inga underarter finns listade i Catalogue of Life.